# Como Calcio 1992-1993
Questa voce raccoglie le informazioni riguardanti il Como Calcio nelle competizioni ufficiali della stagione 1992-1993.

## Stagione
Nella stagione 1992-1993 il Como disputa il girone A del campionato di Serie C1, raccoglie 34 punti che valgono il sesto posto in campionato. La squadra lariana è affidata a Andrea Valdinoci, nel girone di andata con 15 punti è intruppata a metà classifica, nel girone di ritorno fa un po' meglio, portando a casa 19 punti, senza mai inserirsi nella lotta al vertice, che ha promosso Ravenna e Vicenza. Notevole l'apporto dell'attaccante Massimiliano Cappellini preso nel mercato novembrino, che in campionato in 15 partite ha messo a segno 14 goal. In doppia cifra anche Walter Mirabelli con 11 centri. Nella Coppa Italia nazionale i lariani escono nel primo turno per mano dell'Ascoli. Ragguardevole il percorso del Como nella Coppa Italia di Serie C, arrivata ad un soffio dal Trofeo, perso nella finale contro il Palermo. Entrati in gioco nel terzo turno, avendo disputato la Coppa Nazionale, hanno eliminato il Lecco, nel secondo turno a tre squadre, hanno eliminato Mantova e Trento, nei quarti hanno eliminato il Catanzaro, in semifinale hanno avuto la meglio sul Ravenna. In giugno hanno perso la finale di andata (0-2) al Sinigaglia con il Palermo, e pareggiato (1-1) in sicilia.

## Rosa
| N. |                   | Ruolo | Calciatore         |
| -- | ----------------- | ----- | ------------------ |
|    | Italia (bandiera) | P     | Claudio Fadoni     |
|    | Italia (bandiera) | P     | Luca Mondini       |
|    | Italia (bandiera) | P     | Luca Davide Righi  |
|    | Italia (bandiera) | P     | Andrea Spreafico   |
|    | Italia (bandiera) | D     | Paolo Annoni       |
|    | Italia (bandiera) | D     | Roberto Bandirali  |
|    | Italia (bandiera) | D     | Paolo Bravo        |
|    | Italia (bandiera) | D     | Alessandro Dozio   |
|    | Italia (bandiera) | D     | Corrado Ferracuti  |
|    | Italia (bandiera) | D     | Giacomo Gattuso    |
|    | Italia (bandiera) | D     | Vincenzo Maiuri    |
|    | Italia (bandiera) | D     | Mario Manzo        |
|    | Italia (bandiera) | D     | Luigi Sala         |
|    | Italia (bandiera) | C     | Angelo Aimo        |
|    | Italia (bandiera) | C     | Primo Berlinghieri |

| N. |                   | Ruolo | Calciatore              |
| -- | ----------------- | ----- | ----------------------- |
|    | Italia (bandiera) | C     | Cristian Boscolo        |
|    | Italia (bandiera) | C     | Mauro Bressan           |
|    | Italia (bandiera) | C     | Emiliano Centanni       |
|    | Italia (bandiera) | C     | Mattia Collauto         |
|    | Italia (bandiera) | C     | Alberto Colombo         |
|    | Italia (bandiera) | C     | Massimiliano De Mozzi   |
|    | Italia (bandiera) | C     | Massimiliano Ferrigno   |
|    | Italia (bandiera) | C     | Achille Mazzoleni       |
|    | Italia (bandiera) | C     | Francesco Pedone        |
|    | Italia (bandiera) | C     | Claudio Rusconi         |
|    | Italia (bandiera) | A     | Massimiliano Cappellini |
|    | Italia (bandiera) | A     | Massimo Cicconi         |
|    | Italia (bandiera) | A     | Firmino Elia            |
|    | Italia (bandiera) | A     | Walter Mirabelli        |

### Calciatori ceduti durante la stagione
| N. |                   | Ruolo | Calciatore                                               |
| -- | ----------------- | ----- | -------------------------------------------------------- |
|    | Italia (bandiera) | D     | Massimiliano Anastasi (alla Vis Pesaro da novembre 1992) |
|    | Italia (bandiera) | D     | Lorenzo D'Anna (alla Fiorentina da novembre 1992)        |
|    | Italia (bandiera) | C     | Adelio Malinverno (al Bisceglie da novembre 1992)        |
|    | Italia (bandiera) | A     | Gaetano Calvaresi (al Carpi da novembre 1992)            |
|    | Italia (bandiera) | A     | Pierluigi Correlas (alla Centese da novembre 1992)       |

## Risultati

### Campionato

#### Girone di andata
| Arbitro: | D'Agostini (Roma) |

|  |           |                      |
|  | Marcatori | 51’ (rig.) U. Marino |

| Carrara 6 settembre 1992 2ª giornata | Carrarese            | 0 – 0 | Como | Stadio dei Marmi\| Arbitro: \| Nepi (Ascoli Piceno) \| |
| Arbitro:                             | Nepi (Ascoli Piceno) |       |      |                                                        |

| Arbitro: | Genovese (Avellino) |

|                          |           |  |
| Bagnoli 17’ Mirisola 77’ | Marcatori |  |

| Arbitro: | Bertocci (Genova) |

|                          |           |            |
| D'Anna 57’ Mirabelli 79’ | Marcatori | 64’ Romani |

| Arbitro: | Giove (Bari) |

|                      |           |  |
| Civeriati 86’ (rig.) | Marcatori |  |

| Arbitro: | Pontani (Verona) |

|                                                    |           |             |
| Cappellini 11’, 34’, 50’ Bressan 63’ Mirabelli 85’ | Marcatori | 80’ Murgita |

| Arbitro: | Tombolini (Ancona) |

|              |           |            |
| Valtolina 3’ | Marcatori | 35’ Pedone |

| Arbitro: | Montesano (Napoli) |

|                              |           |  |
| Cappellini 35’ Mirabelli 69’ | Marcatori |  |

| Arbitro: | De Prisco (Nocera Inferiore) |

|             |           |               |
| R. Gori 26’ | Marcatori | 2’ Cappellini |

| Arbitro: | F. Bizzotto (Castelfranco Veneto) |

|                                        |           |  |
| Mirabelli 15’, 49’ Cappellini 27’, 90’ | Marcatori |  |

| Arbitro: | Minotti (Frosinone) |

|               |           |  |
| S. Protti 42’ | Marcatori |  |

| Como 22 novembre 1992 12ª giornata | Como           | 0 – 0 | Siena | Stadio Giuseppe Sinigaglia\| Arbitro: \| Anselmo (Asti) \| |
| Arbitro:                           | Anselmo (Asti) |       |       |                                                            |

| Como 29 novembre 1992 13ª giornata | Como          | 0 – 0 | Leffe | Stadio Giuseppe Sinigaglia\| Arbitro: \| Longo (Paola) \| |
| Arbitro:                           | Longo (Paola) |       |       |                                                           |

| Alessandria 16 dicembre 1992 14ª giornata | Alessandria               | 0 – 0 | Como | Stadio Giuseppe Moccagatta\| Arbitro: \| Misticoni (Ascoli Piceno) \| |
| Arbitro:                                  | Misticoni (Ascoli Piceno) |       |      |                                                                       |

| Arbitro: | Nepi (Ascoli Piceno) |

|                |           |              |
| Cappellini 76’ | Marcatori | 36’ L. Rossi |

| Arbitro: | Ferro (Verona) |

|                              |           |                |
| Minuti 31’ (rig.) Manari 49’ | Marcatori | 20’ Cappellini |

| Arbitro: | Siciliano (Brindisi) |

|                                          |           |                          |
| Cappellini 13’, 52’ Mirabelli 60’ (rig.) | Marcatori | 29’ Carpineta 75’ Cevoli |

#### Girone di ritorno
| Arbitro: | Pisacreta (salerno) |

|  |           |                      |
|  | Marcatori | 37’ (rig.) Mirabelli |

| Arbitro: | Sirotti (Forlì) |

|              |           |  |
| Centanni 35’ | Marcatori |  |

| Arbitro: | Moretti (Cosenza) |

|                      |           |  |
| Bressan 21’ Aimo 70’ | Marcatori |  |

| Pesaro 14 febbraio 1993 21ª giornata | Vis Pesaro                   | 0 – 0 | Como | Stadio Tonino Benelli\| Arbitro: \| De Prisco (Nocera Inferiore) \| |
| Arbitro:                             | De Prisco (Nocera Inferiore) |       |      |                                                                     |

| Arbitro: | De Santis (Tivoli) |

|            |           |                 |
| Annoni 40’ | Marcatori | 13’ A. Briaschi |

| Arbitro: | G. Bizzotto (Castelfranco Veneto) |

|                                     |           |                      |
| Murgita 16’, 36’ Romairone 25’, 31’ | Marcatori | 33’ Pedone 66’ Dozio |

| Arbitro: | Casaluci (Lecce) |

|                              |           |  |
| Cappellini 77’ Mirabelli 88’ | Marcatori |  |

| Arbitro: | Gambino (Barletta) |

|                |           |               |
| Cammarieri 73’ | Marcatori | 26’ Mirabelli |

| Arbitro: | D'Errico (Frattamaggiore) |

|                    |           |  |
| Mirabelli 59’, 61’ | Marcatori |  |

| Arbitro: | Santoruvo (Bari) |

|              |           |  |
| Garbelli 40’ | Marcatori |  |

| Arbitro: | Ercolino (Cassino) |

|                          |           |             |
| Bressan 12’ Pedone 45+2’ | Marcatori | 43’ Galante |

| Arbitro: | Alban (Bassano del Grappa) |

|                  |           |              |
| Manzo 13’ (aut.) | Marcatori | 32’ Centanni |

| Arbitro: | Rossi (Rovigo) |

|                                 |           |          |
| Cefis 20’ Inzaghi 40’, 66’, 91’ | Marcatori | 89’ Elia |

| Como 9 maggio 1993 31ª giornata | Como               | 0 – 0 | Alessandria | Stadio Giuseppe Sinigaglia\| Arbitro: \| Apricena (Firenze) \| |
| Arbitro:                        | Apricena (Firenze) |       |             |                                                                |

| Arbitro: | Ercolino (Cassino) |

|                                               |           |               |
| Francioso 12’ (rig.) Buonocore 32’ Sotgia 66’ | Marcatori | 81’ Mirabelli |

| Arbitro: | Di Filippo (Chieti) |

|                                             |           |              |
| Dozio 64’ Cappellini 69’, 88’ Mirabelli 78’ | Marcatori | 31’ De Patre |

| Arbitro: | Baglioni (Prato) |

|              |           |                |
| Casonato 16’ | Marcatori | 42’ Cappellini |

## Coppa Italia
| Arbitro: | Bettin (Padova) |

|                      |           |                          |
| Mazzoleni 82’ (rig.) | Marcatori | 22’ Bierhoff 66’ Carbone |

### Coppa Italia di Serie C
| Arbitro: | Apricena (Firenze) |

|                                                 |           |           |
| Elia 5’ Mazzoleni 48’ Bressan 70’ Mirabelli 84’ | Marcatori | 17’ Raggi |

| Arbitro: | Cicogna (San Donà di Piave) |

|                       |           |  |
| Minincleri 51’ (rig.) | Marcatori |  |

| Arbitro: | Pellegatta (Collegno) |

|                  |           |              |
| Dozio 48’ (aut.) | Marcatori | 67’ Collauto |

| Arbitro: | Saraz (Roma) |

|                                                                              |           |  |
| Mirabelli 45’ (rig.) Dozio 47’ Elia 57’, 61’ Bressan 89’ Centanni 90’ (rig.) | Marcatori |  |

| Arbitro: | Ciambotti (Empoli) |

|                  |           |  |
| Berlinghieri 12’ | Marcatori |  |

| Arbitro: | D'Errico (Frattamaggiore) |

|                  |           |                       |
| Vinci 64’ (rig.) | Marcatori | 47’, 83’ Berlinghieri |

| Arbitro: | Gronda (Genova) |

|            |           |  |
| Fiorio 10’ | Marcatori |  |

| Arbitro: | De Santis (Tivoli) |

|                                    |           |  |
| Belardinelli 23’ (aut.) Pedone 27’ | Marcatori |  |

| Arbitro: | Nepi (Ascoli Piceno) |

|  |           |                             |
|  | Marcatori | 51’ Buoncammino 82’ Cecconi |

| Arbitro: | De Prisco (Nocera Inferiore) |

|               |           |            |
| Battaglia 71’ | Marcatori | 89’ Pedone |